# Euxoa achyricola
Euxoa achyricola là một loài bướm đêm trong họ Noctuidae.